# Hibbertia coriacea
Hibbertia coriacea är en tvåhjärtbladig växtart. Hibbertia coriacea ingår i släktet Hibbertia och familjen Dilleniaceae.

## Underarter
Arten delas in i följande underarter:
- H. c. angustifolia
- H. c. commersonii
- H. c. coriacea
- H. c. linearis
- H. c. monticola